# 派延奈湖
派延奈湖（芬蘭語：Päijänne，芬蘭語發音：[ˈpæi(j)ænːe]） 位于芬兰中南部，湖长135公里，宽3至29公里，面积1054平方千米，最大水深为93米。岸线曲折，湖中多岛屿。沿岸主要城市为位于湖北端于韦斯屈莱和位于南岸的黑诺拉。向南通过韦克叙运河及韦西湖可与拉赫蒂通航。湖水从南部出流经屈米河注入芬兰湾。沿岸森林茂密，派延奈湖为运输木材的重要通道。有众多的小乡村分布于岸边，南岸湖湾沿岸多私人别墅。